# Білий Бім Чорне вухо (фільм)
«Бі́лий Бім Чо́рне ву́хо» (рос. «Белый Бим Чёрное ухо») — російський радянський фільм режисера Станіслава Ростоцького, знятий за книгою Гавриїла Троєпольського «Білий Бім Чорне вухо» (1971).

## Сюжет
Іван Іванович — вже немолода людина, учасник німецько-радянської війни, письменник, який захоплюється полюванням і любить природу. Він бере додому цуценя шотландського сетера, попри те, що його забарвлення не відповідає стандарту породи. Пізніше у Івана Івановича виникають проблеми з серцем через участь у війні і його кладуть до лікарні.
Собака залишається під піклуванням сусідки, але через недогляд опиняється на вулиці наодинці. Намагаючись знайти свого господаря, він розпочинає свої мандри по чужих будинках та незнайомих родинах. Зіткнувшись з різними людьми, Бім зрештою стає жертвою людського наклепу і опиняється у прихистку для тварин. Господар, який вийшов з лікарні, знаходить свого вірного друга вже мертвим.

## У ролях
| Актор                 | Роль                    |
| --------------------- | ----------------------- |
| В'ячеслав Тихонов     | Іван Іванович           |
| Валентина Владімірова | Тітка-наклепниця        |
| Іван Рижов            | Гловбудкома             |
| Ірина Шевчук          | Даша                    |
| Сергій Шевляков       | Альоша                  |
| Геннадій Кочкожаров   | батько Альоши           |
| Раїса Рязанова        | мати Альоши             |
| Ганна Рибнікова       | Люся                    |
| Марія Скворцова       | Степанівна, бабуся Люсі |
| Юрій Хржановський     | Бім, озвучка            |

## Нагороди та премії
- Головний приз Міжнародного кінофестивалю в Карлових Варах (1978)
- Номінація на Оскар (1979) в категорії «Найкращий фільм іноземною мовою»[1]
- Ленінська премія (1980)

## Цікавий факт
Хоча за сюжетом фільму собака належав до породи шотландський сетер, його роль у фільмі виконали англійські сетери Стів (головна роль) та Денді (дублер).